# Liste der Monuments historiques in Morhange
Die Liste der Monuments historiques in Morhange führt die Monuments historiques in der französischen Gemeinde Morhange auf.

## Liste der Bauwerke
| Bezeichnung                 | Beschreibung            | Standort                   | Kennzeichnung | Schutzstatus | Datum | Bild           |
| --------------------------- | ----------------------- | -------------------------- | ------------- | ------------ | ----- | -------------- |
| Kirche St-Pierre-et-St-Paul | aus dem 15. Jahrhundert | Place de l’Église (Lage)   | PA00106924    | Classé       | 1889  | weitere Bilder |
| Maison du Bailli            | aus dem 16. Jahrhundert | 10 rue Saint-Pierre (Lage) | PA00125539    | Inscrit      | 1993  |                |

## Liste der Objekte
| Bezeichnung                 | Beschreibung                                                                  | Standort                                  | Kennzeichnung | Schutzstatus | Datum | Bild |
| --------------------------- | ----------------------------------------------------------------------------- | ----------------------------------------- | ------------- | ------------ | ----- | ---- |
| Notre-Dame du Feu           | Skulptur einer stehenden Madonna mit Kind; Stein, Anfang des 14. Jahrhunderts | in der Kirche St-Pierre-et-St-Paul (Lage) | PM57000852    | Inscrit      | 1977  |      |
| Skulptur Heilige Barbara    | Stein, um 1450                                                                | in der Kirche St-Pierre-et-St-Paul (Lage) | PM57000851    | Inscrit      | 1977  |      |
| Retabel der Grafen von Salm | Kalkstein, erste Hälfte des 15. Jahrhunderts                                  | in der Kirche St-Pierre-et-St-Paul (Lage) | PM57000239    | Classé       | 1977  |      |